# B2K
B2K fue una boy band estadounidense de pop y R&B, fundada y dirigida por el productor musical Sean Combs en 1998 y activa hasta 2004.
Recién llegados a la industria de la música, su primer LP, B2K en 2002, se convirtió en un éxito. Su segundo y último álbum, Pandemonium!, fue publicado en diciembre de ese mismo año y en él se incluían los hits "Bump Bump Bump" y "Girlfriend". El grupo solía salir en las portadas de varias revistas de adolescentes como Right On y Word Up, y también 2002 grabaron un álbum navideño titulado Santa Hooked Me Up. También aparecieron en la banda sonora de la película Barbershop.
En enero de 2004, Sean Combs anunció que el grupo se separaba. Tres de los miembros de B2K alegaron que se debió a un mal manejo financiero de la compañía de Combs, BBR (Bad Boy Records), aunque Omarion, el cuarto miembro, desmintió esas alegaciones.
En mitad de la ruptura del grupo, a Mr. Combs se le ocurre hacer más conocido a sus integrantes, hizo los contactos y el resultado fue You Got Served, una película en la que aparecían los miembros de B2K y Marques Houston (hermanastro de Omarion) como breakdancers fue estrenada el 30 de enero de 2004, debutando en el número uno en las taquillas y fue la película con más ventas en el fin de semana de la Superbowl. Un gran número de canciones del grupo aparecieron en la banda sonora de la película.

## Miembros
- Omarion (Omari Ishmael Grandberry), nacido el 12 de noviembre de 1984 en Inglewood, California.
- Lil' Fizz (Dreux Pierre Frederic), nacido el 26 de noviembre de 1985 en Nueva Orleans, Luisiana.
- Raz-B (De'Mario Monte Thornton), nacido el 13 de junio de 1985 en Cleveland, Ohio.
- J-Boog (Jarell Damonte Houston), nacido el 11 de agosto de 1985 en Compton, California.

## Discografía

### Álbumes
| Año  | Álbum                            | US  | US R&B | UK |
| ---- | -------------------------------- | --- | ------ | -- |
| 2002 | B2K (Oro)                        | 2   | 1      | -  |
| 2002 | B2K: The Remixes - Volume 1 (EP) | 129 | 47     | -  |
| 2002 | Pandemonium! (Platino)           | 10  | 3      | 35 |
| 2002 | Santa Hooked Me Up (EP)          | 132 | 35     | -  |
| 2003 | The Remixes - Volume 2 (EP)      | 192 | 38     | -  |
| 2004 | B2K Greatest Hits                | -   | 76     | -  |

### Sencillos
| Año  | Canción                                | US Hot 100 | US R&B | UK singles | Álbum                     |
| ---- | -------------------------------------- | ---------- | ------ | ---------- | ------------------------- |
| 2002 | "Uh huh"                               | 37         | 20     | 35         | B2K                       |
| 2002 | "Gots Ta Be"                           | 34         | 13     | -          | B2K                       |
| 2002 | "Why I Love You"                       | 73         | 19     | -          | B2K y Pandemonium!        |
| 2002 | "Bump, Bump, Bump" (con P. Diddy)      | 1          | 1      | 2          | Pandemonium!              |
| 2003 | "Girlfriend"                           | 30         | 19     | 10         | Pandemonium!              |
| 2003 | "Feelin' Freaky" (Nick Cannon con B2K) | 92         | 46     | -          | -                         |
| 2003 | "What a Girl Wants"                    | -          | 47     | -          | Pandemonium!              |
| 2003 | "Uh Huh 2003"                          | -          | -      | 31         | The Remixes - Volume 2    |
| 2004 | "Badaboom" (B2K con Fabolous)          | 59         | 29     | 26         | You Got Served Soundtrack |

## Filmografía
- 2004: You Got Served #1 (16 millones la primera semana)

Total: Alrededor de 40 millones